# خضير العنزي
خضير عقله صياد سحيمان العنزي، نائب سابق في مجلس الأمة الكويتي عن الحركة الدستورية الإسلامية.
شارك في انتخابات مجلس الأمة الكويتي 2006 في الدائرة التاسعة عشر، وحصل على المركز الثاني برصيد 2591 صوت وفاز بالانتخابات ، وشارك في انتخابات مجلس الأمة الكويتي 2008 في الدائرة الرابعة، وحصل على المركز العشرين برصيد 2207 صوت وخسر الانتخابات.